# Llop i gos
Llop i gos (títol original en portuguès, Lobo e cão) és una pel·lícula de dramàtica francoportuguesa dirigida per Cláudia Varejão. S'ha doblat i subtitulat al català.
Varejão aborda el seu primer llargmetratge de ficció amb les eines adquirides als seus documentals i, de la mà d'un grup d'actors no professionals que presten als personatges el cos i l'experiència. Construeix una coming of age que és, al mateix temps, el retrat sensible d'una comunitat.
Es va estrenar a la secció oficial (competència internacional) de la 37a edició del Festival Internacional de Cinema de Mar del Plata.

## Sinopsi
Per a l'Ana l'oceà és la frontera palpable d'un món que se li fa petit. Marcada per les tradicions i la religió, la vida a la petita illa portuguesa de São Miguel dicta amb claredat quins llocs els corresponen a homes i dones. Però ser adolescent és aventurar-se a expandir els límits: amb el seu amic Luis, que porta les seves brillantors amb orgull, i moguda per la visita d'una amiga que arriba de l'estranger, l'Ana descobreix un altre món possible on el gènere no és una presó sinó una elecció i on pot existir una cosa semblant a la llibertat.

## Repartiment
- Ana Cabral com a Ana
- Ruben Pimenta com a Luis
- Cristiana Branquinho com a Cloé
- Marlene Cordeiro
- João Tavares
- Nuno Ferreira
- Mário Jorge Oliveira
- Luísa Alves
- Maria Furtado